# Dufourea fimbriata
Dufourea fimbriata is een vliesvleugelig insect uit de familie Halictidae. De wetenschappelijke naam van de soort is voor het eerst geldig gepubliceerd in 1878 door Cresson.